# Kilchenzie
Kilchenzie är en by på Kintyre, i Killean and Kilchenzie, Argyll and Bute, Skottland. Byn är belägen 2,5 km från Campbeltown Airport. Väg A83 passerar orten.  Orten hade 69 invånare år 1961.